# 천주교 함흥교구
천주교 함흥교구(天主敎 咸興敎區, 라틴어: Dioecesis Hameungensis)는 함경도를 관할하는 한국 로마 가톨릭교회의 교구이다.
본래 원산성당이 주교좌 성당이었으나, 해당 성당이 덕원자치수도원구로 이관되었고, 일본의 방해로 주교좌 성당을 건립하지 못하였다.

## 연혁
- 1920년 7월 5일 경성대목구에서 원산대목구로 분리, 함경남북도를 관할, 관할권은 상트오틸리엔(St. Ottilien)의 포교 성 베네딕도회에 위임
- 1924년 원산의 베네딕도회 수도원장에 크리소스토모 신부 임명
- 1925년 28명의 신부를 갖게 됨
- 1925년 11월 툿찡 포교 성 베네딕도수녀회 원산에 진출
- 1926년 툿찡 포교 성 베네딕도수녀원 정식 수도원(Priorat)으로 승격
- 1927년 3월 덕원으로 수도원 이전
- 1933년 툿찡 포교 성 베네딕도수녀회 고산에 분원 설립
- 1940년 1월 12일 원산대목구가 분리되며 함흥대목구가 설정되고, 덕원 자치수도원구가 독립

## 관할구역
함경북도, 함경남도(덕원자치수도원구 관할인 원산시, 안변군, 문천군, 고원군 제외)

## 역대교구장
- 1대 신상원(보니파시오) 주교(베) (1920년 8월 25일 ~ 1950년 2월 7일)
- 2대 이성도(디모테오) 몬시뇰 (베)(1952년 ~ 1981년 5월 22일, 교구장 서리)
- 3대 이동호(플라치도) 아빠스(베) (1981년 5월 22일 ~ 2005년 11월 21일, 교구장 서리)
- 4대 장익(십자가의 요한) 주교 (2005년 11월 21일 ~ 2010년 1월 28일, 교구장 서리)
- 5대 김운회(루카) 주교 (2010년 1월 28일 ~ 2021년 1월 6일, 교구장 서리)
- 6대 김주영(시몬) 주교 (2021년 1월 6일 ~ 현재, 교구장 서리)

## 같이 보기
- 조선민주주의인민공화국의 종교
- 천주교 덕원자치수도원구